# (31346) 1998 PB1
(31346) 1998 PB1 est un astéroïde Amor découvert en 1998.

## Description
(31346) 1998 PB1 a été découvert le 15 août 1998 à l'observatoire Magdalena Ridge, situé dans le comté de Socorro, au Nouveau-Mexique (États-Unis), par le projet Lincoln Near-Earth Asteroid Research (LINEAR).

### Caractéristiques orbitales
L'orbite de cet astéroïde est caractérisée par un demi-grand axe de 2,3 ua, un périhélie de 1,16 ua, une excentricité de 0,43 et une inclinaison de 5,96° par rapport à l'écliptique. Du fait de ces caractéristiques, à savoir un périhélie compris entre 1,017 et 1,3 ua, il est classé comme astéroïde Amor, une famille d'astéroïdes géocroiseurs, s'approchant de l'orbite de la Terre.

### Caractéristiques physiques
(31346) 1998 PB1 a une magnitude absolue (H) de 17,1 et un albédo estimé à 0,065.